# Your Woman (album)
Pour l’article homonyme, voir Your Woman (chanson).
Albums de Sunshine Anderson
Sunshine at Midnight
(2007)
Your Woman est le premier album de Sunshine Anderson. Cet album contient le single "Heard It All Before" qui fut un énorme succès, ainsi que d'autres singles dont "Lunch Or Dinner". L'album fut certifié disque d'or par la RIAA en 2001.

## Liste des titres
1. A Little Sunshine (Intro)
2. Better Off
3. He Said, She Said
4. Heard It All Before
5. Vulnerabilty (Skit)
6. Letting My Guard Down
7. Where Have You Been
8. Saved the Day
9. Lunch or Dinner
10. Last Night
11. Your Woman (Interlude)
12. Your Woman
13. Airport (Skit)
14. Being Away
15. Crazy Love
16. You Do You
17. Spoken Word (Skit)
18. A Little Sunshine

## Singles
- Heard It All Before
- Lunch or Dinner